# Luciano Pagliaro
Luciano Pagliaro (Mistretta, 8 gennaio 1939 – Palermo, 11 giugno 2021) è stato un magistrato e giudice italiano.

## Biografia
Cugino del giurista Antonio Pagliaro nonché nipote del linguista Antonino Pagliaro, dopo avere iniziato nei ruoli della carriera direttiva del Ministero dell'Interno, è entrato nella magistratura della Corte dei Conti nel 1972.
Assegnato in Sicilia, ha svolto funzioni di magistrato istruttore presso la Sezione di controllo e di giudice presso la Sezione giurisdizionale.
È stato, altresì, componente delle Sezioni riunite della Corte dei conti per la Sicilia.
Successivamente è stato nominato Consigliere delegato della Sezione di controllo per la Regione Siciliana della Corte dei Conti.
Il Consiglio di presidenza della Corte dei Conti, nell'adunanza del 31 gennaio 2008, lo ha nominato presidente della Sezione giurisdizionale della Corte dei conti per la Regione Siciliana.
Nel luglio 2013 è posto in congedo e viene nominato nuovo presidente Luciana Savagnone.
È morto a Palermo all'età di 82 anni.